# Papirosnitsa ot Mosselproma
Papirosnitsa ot Mosselproma é um filme de melodrama soviético de 1924 dirigido por Yuri Zhelyabuzhsky.

## Enredo
O filme é sobre uma funcionária mesquinha que ama uma vendedora de cigarros que sonha com uma vida rica.

## Elenco
- Yuliya Solntseva como Zina Vesenina
- Igor Ilyinsky como Nikodim Mityushin
- Anna Dmokhovskaya como Maria Ivanovna
- Nikolai Tsereteli como Latugin
- Leonid Baratov como Barsov-Aragonsky
- M. Tsybulsky como Oliver Mac-Bride
- Nikolay Vishnyak